# Kouty nad Desnou
Kouty nad Desnou (německy Winkelsdorf) jsou součást obce Loučná nad Desnou v okrese Šumperk v Olomouckém kraji. Nachází se zde konečná stanice regionální železniční tratě známé jako Železnice Desná.

## Historie
První písemná zmínka o obci pochází z roku 1718.

## Kulturní památky
V katastru obce jsou evidovány tyto kulturní památky:
- Boží muka (zvaná čarodějnický sloup, poblíž soutoku Hučivé a Divoké Desné) - raně barokní sloupková boží muka z roku 1683, vzniklá v souvislosti s čarodějnickými procesy

## Zajímavosti
V Koutech se nachází největší lyžařský areál na Moravě s jedinou šestisedačkovou lanovkou v České republice (celková plocha sjezdovek 25 ha). Obec je díky dostupnosti vlakem častým východiskem pro turistické výlety na vrchol Dlouhých strání, v jehož úpatí leží, a k prohlídkám přilehlé přečerpávací elektrárny. Od roku 2009 probíhá v Koutech nad Desnou každoročně v květnu soutěž posádek zdravotnických záchranných služeb Rallye Rejvíz.